# Zuidelijke zwarte dolfijn
De zuidelijke zwarte dolfijn of spitssnuitdolfijn van Arnoux (Berardius arnuxii) is een walvisachtige uit de familie der spitssnuitdolfijnen (Ziphiidae). Samen met zijn verwant, de (noordelijke) zwarte dolfijn (Berardius bairdii) behoort deze soort tot de grootste spitssnuitdolfijnen.
De zuidelijke zwarte dolfijn is een middelgrote walvisachtige met een duidelijk aanwezige meloen en bek. Hij is blauwig grijs van kleur, soms met een bruinachtige glans. De borstvinnen, staart en rug zijn donkerder van kleur, de buikzijde lichter. Oude mannetjes zijn van de kop tot de rugvin meer vuilwit van kleur. De rug van volwassen dieren kan bedekt zijn met littekens, ontstaan door onderlinge gevechten. Beide geslachten hebben vier tanden in de onderkaak, voor in de snuit, waarvan de voorste twee beduidend groter zijn, zo'n acht centimeter lang. De tanden steken voorbij de bovenkaak uit. Hij wordt ongeveer 9 tot 9,75 meter lang en zeven tot tien ton zwaar. De mannetjes worden waarschijnlijk iets groter.
De zuidelijke zwarte dolfijn heeft een circumpolair verspreidingsgebied en komt voor in de gematigd koudere zeeën op het zuidelijk halfrond, van 34° zuiderbreedte tot de rand van het Antarctische ijs.
Over het gedrag van de soort is weinig bekend, maar men neemt aan dat het vergelijkbaar is met dat van de noordelijke zwarte dolfijn. Hij jaagt voornamelijk in de diepzee op inktvissen en zeekatten. Hij leeft waarschijnlijk voornamelijk solitair, maar wordt soms ook in groepjes van twee of drie dieren waargenomen. De draagtijd wordt geschat op zo'n zeventien maanden.
De zuidelijke zwarte dolfijn is nooit actief bejaagd. Hij wordt als algemeen beschouwd, doch minder algemeen dan de in hetzelfde gebied levende zuidelijke butskop (Hyperoodon planifrons).